# 第比利斯火车头足球俱乐部
第比利斯火车头足球俱乐部，为格鲁吉亚首都第比利斯的一个足球俱乐部。该俱乐部与格鲁吉亚铁路关系密切。

## 荣誉
- 格鲁吉亚盃: 2000, 2002, 2005.